# We Were Dead Before the Ship Even Sank
We Were Dead Before the Ship Even Sank es el quinto álbum de la banda de rock alternativo e indie estadounidense Modest Mouse, lanzado el 20 de marzo de 2007. Es el primer álbum de la banda con el anterior guitarrista de The Smiths, Johnny Marr, así como para el anterior baterista del grupo, Jeremiah Green.

## Producción
El álbum fue grabado en el Sweet Tea Studio en Oxford, Misisipi con el productor Dennis Herring, convirtiéndose en el segundo álbum consecutivo de Modest Mouse en ser grabado en esa parte con ese productor. Audible Alchermy en Portland, Oregón fue también acreditada como un estudio de grabación para el álbum.
Además, James Mercer de The Shins cantó los coros en las canciones "Florida", "We've got everything" y "Missed the boat".
El álbum fue lanzado en Internet el 15 de febrero de 2007, y en su primera semana de lanzamiento al mercado se colocó en la posición #1 del Billboard 200.

## Johnny Marr se une nuevamente a la banda
En una entrevista, Isaac Brock habló de Johnny Marr:

Él hizo un compromiso cauteloso para escribir y grabar con nosotros, luego nos sentimos incómodos, él también estaba como 'ok, salgamos gira', luego ya se había vuelto muy miembro de la banda, —no mucho—. Ahora es un completo miembro de la banda, eso es bueno, eso es jodidamente bueno.
Isaac Brock

Acordando con Isaac, Johnny Marr estaba envuelto en la escritura de la letra de las canciones y saldría de tour con la banda en su promoción. En la misma entrevista, Isaac describió We Were Dead... como un "trozo náutico del carnaval de balalaica". Marr respondió luego a los comentarios de Isaac diciendo:

Isaac me contactó para preguntarme si ayudaría con el nuevo álbum de Modest Mouse. Yo ya estaba involucrado y había tocado otras veces con la banda un par de veces. Nos decidimos y escribimos tres fabulosas canciones, enseguida, algo me hizo sentir miembro de la banda. Sacamos un nuevo álbum en Healers muy bien hecho, pero hemos tenido muchos buenos tiempos tocando estas nuevas canciones de Modest Mouse, cuando la gente escucha el CD, se dan cuenta de por qué somos tan buenos juntos.
Johnny Marr

## Fecha de salida
La banda tenía originalmente planeada la fecha de salida de su álbum el 19 de diciembre de 2006, pero fue pospuesto y lanzado el 20 de marzo de 2007. La banda les mandó un mensaje de correo electrónico a sus suscriptores el 6 de octubre de 2006 avisándoles de que se había cambiado la fecha de salida del álbum; el mensaje de correo electrónico empezaba:
"La grabación que viene, We Were Dead Before the Ship Even Sank, está programada para lanzarse en el siguiente año." Meses después anunciaron la fecha de salida oficial, el 20 de marzo de 2007, y el 2 de abril de 2007 en Reino Unido y en Irlanda. El álbum también fue lanzado en Australia el 27 de marzo de 2007 y en Alemania el 30 de marzo del mismo año. Dos versiones en CD del álbum fueron lanzadas a la venta: la versión regular, la cual venía en un paquete estándar, y la versión de lujo, que contiene un digipak y un libro de 32 páginas a color hecho de lona.
Antes del lanzamiento del álbum, Modest Mouse había sido nombrado en marzo de 2007 como la banda del mes de Xbox Live.

## Lista de canciones
Las siguientes canciones están en orden con respecto al álbum y fueron escritas por Isaac Brock:
1. "March into the sea" – 3:30
2. "Dashboard" – 4:06
3. "Fire it up" – 4:34
4. "Florida" – 2:57
5. "Parting of the sensory" – 5:34
6. "Missed the boat" – 4:24
7. "We've got everything" – 3:40
8. "Fly trapped in a jar" – 4:29
9. "Education" – 3:56
10. "Little motel" – 4:44
11. "Steam engenius" – 4:26
12. "Spitting venom" – 8:27
13. "People as places as people" – 3:42
14. "Invisible" – 3:59

### Material extra
- Un vídeo titulado "A fisherman's tale" fue incluido para los que pre-ordenaron el álbum en iTunes Music Store.
- Un vinilo de 7 pulgadas con la canción "King rat" junto con la canción del álbum "Fire it up"
- La tienda Best Buy de los Estados Unidos ofreció una preventa de un CD con 3 canciones del álbum y se hizo disponible a la venta el 7 de marzo de 2007, dos semanas antes de que el álbum fuera lanzado a la venta, dicho CD con 3 canciones incluidas incluía las canciones "Dashboard", "Education" y "Little motel". Dicho CD no fue nombrado. Las promociones típicas semejantes al material de preventa contenían cupones que ayudaban al descuento final del precio del álbum (este fue de $1,99 dólares - un reembolso para el costo del CD).[12]

## Sencillos
"Dashboard" es el primer sencillo del álbum. El 3 de enero de 2007 la banda mandó un correo electrónico a todos sus suscriptores avisándoles que dicho sencillo estaba terminado. La canción fue lanzada a la radio el 29 de enero de 2007, y estuvo disponible en iTunes Music Store ese mismo día. El vídeo musical fue dirigido por Mathew Cullen y Grady Hall de Motion Theory.
"Missed the boat" es el segundo sencillo, con el vídeo musical siendo dirigido por Christopher Mills (quien también dirigió el vídeo de Float On). James Mercer de The Shins hace coros en esta canción.

## Personal
- Producido por Dennis Herring.
- Dirigido por Joe Zook y Clay Jones.
- Ayudado por Tom Queyja y Rob Cooper.
- Grabado en Sweet Tea Studio, Oxford, MS y Audible Alchemy, Portland, Oregón.
- Dirigido también por Kyle "Slick" Johnson, Reto Peter y Tom Queyja.
- Mezclado por Joe Zook y Dennis Herring.
- Mezclado en Sweet Tea Studio, Oxford, MS, "Little Motel" mezclado en AUS California, Studio City, CA.
- Masterizado por Howie Weinberg en Masterdisk, Nueva York, NY.
- Letra de las canciones por Isaac Brock. Música por Modest Mouse. © 2007 Ugly Casanova (ASCAP) / Tschudi Music (ASCAP) / Crazy Gnome (ASCAP) / Marr Songs Ltd. (BMI) / Party Pants Music (BMI) / Robot Horse Music (BMI). Todos Los Derechos Reservados.
- Modest Mouse es conformado por Isaac Brock, Jeremiah Green, Eric Judy, Johnny Marr, Tom Peloso y Joe Plummer.
- Clay Jones - Maraca en "Dashboard", programación en "Florida", guitarra acústica en "Missed the Boat".
- Dennis Herring - Aplausos y sellos en "Parting of the Sensory", piano rhodes en "Little Motel", coros en "Steam Engenius", órgano en "Spitting Venom".
- Kyle "Slick" Johnson - Programador de "Dashboard", "Fire It Up", "Parting of the Sensory", "Little Motel" e "Invisible".
- Naheed Simjee - Coros en "Fire It Up", aplausos y sellos en "Parting of the Sensory".
- James Mercer - Coros en "Missed the Boat" y "We've Got Everything".
- Diseño de arte por Isaac Brock, Christian Helms y Nahjeed Simjee.
- Diseño por Christian Helms y Geoff Peyeto en The Decoder Ring.
- Ilustraciones del libro en el bonus por David Ellis y Casey Burns.
- Gracias: Steve Lobdell & Mike Gillentine
- A&R: Kaz Utsunomiya
- Administración: Ravenhouse Ltd.

## Posiciones en listas de popularidad

### Álbum
| País           | Lista de popularidad       | Posición |
| -------------- | -------------------------- | -------- |
| Estados Unidos | Billboard 200              | # 1      |
|                | CMJ Radio 200              | # 1      |
| Australia      | Australia Aria Charts      | # 12     |
| Irlanda        | Irish Album Charts         | # 22     |
| Nueva Zelanda  | Zealand Top 40 Album chart | # 26     |
| Reino Unido    | UK Albums Chart            | # 47     |

### Sencillos[16]
| Año  | Sencillo          | U.S. Hot 100 | U.S. Modern Rock | U.S. Hot Digital Songs | U.S. Pop 100 |
| ---- | ----------------- | ------------ | ---------------- | ---------------------- | ------------ |
| 2007 | "Dashboard"       | # 59         | # 5              | # 45                   | # 56         |
| 2007 | "Missed the Boat" | -            | # 24             | -                      | -            |